# یانیس روزینتالز
یانیس روزینتالز (به لتونیایی: Janis Rozentāls)، نقاش مشهور پرتره و تصویرگر اهل لتونی بود.
او نقاشی‌های  مهمی در سبک‌های دریافتگری و آرنووُ از خود به‌جای گذاشته‌است.

## نمونهٔ آثار

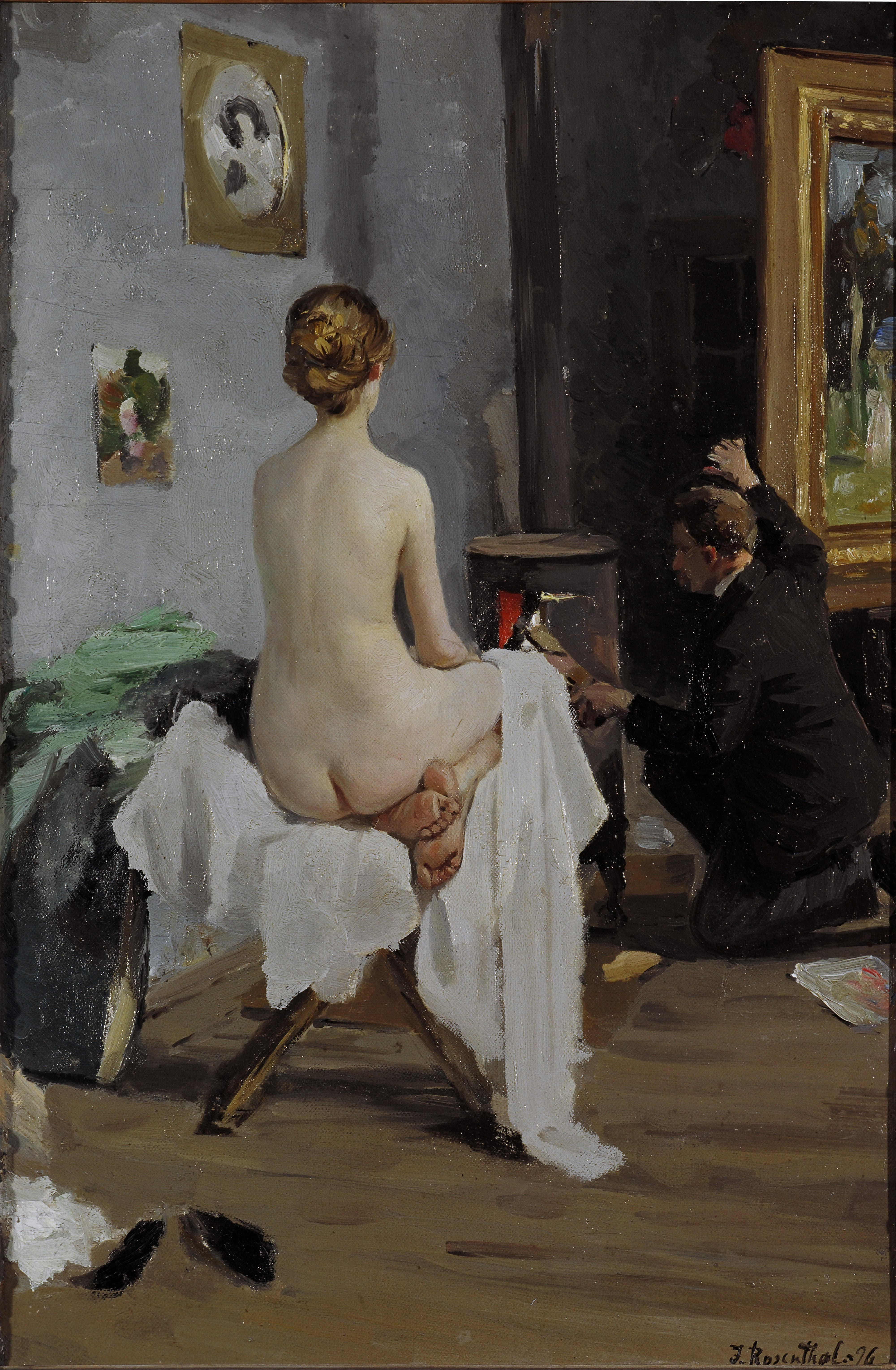
در کارگاه نقاش ۱۸۹۶ م. موزه ملی هنر لتونی
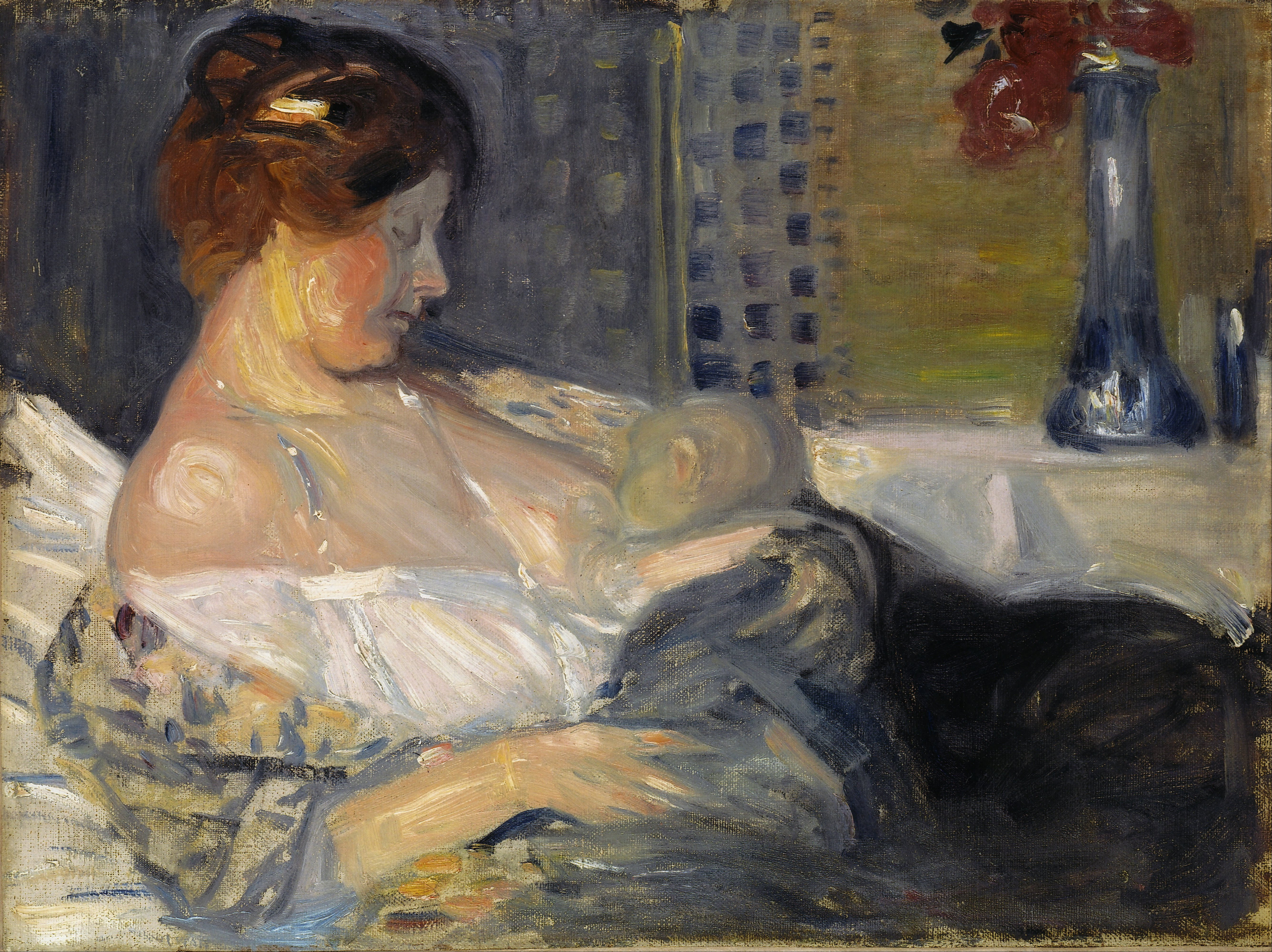
مادر و کودک شیرخوار ۱۹۰۴ م. موزه ملی هنر لتونی
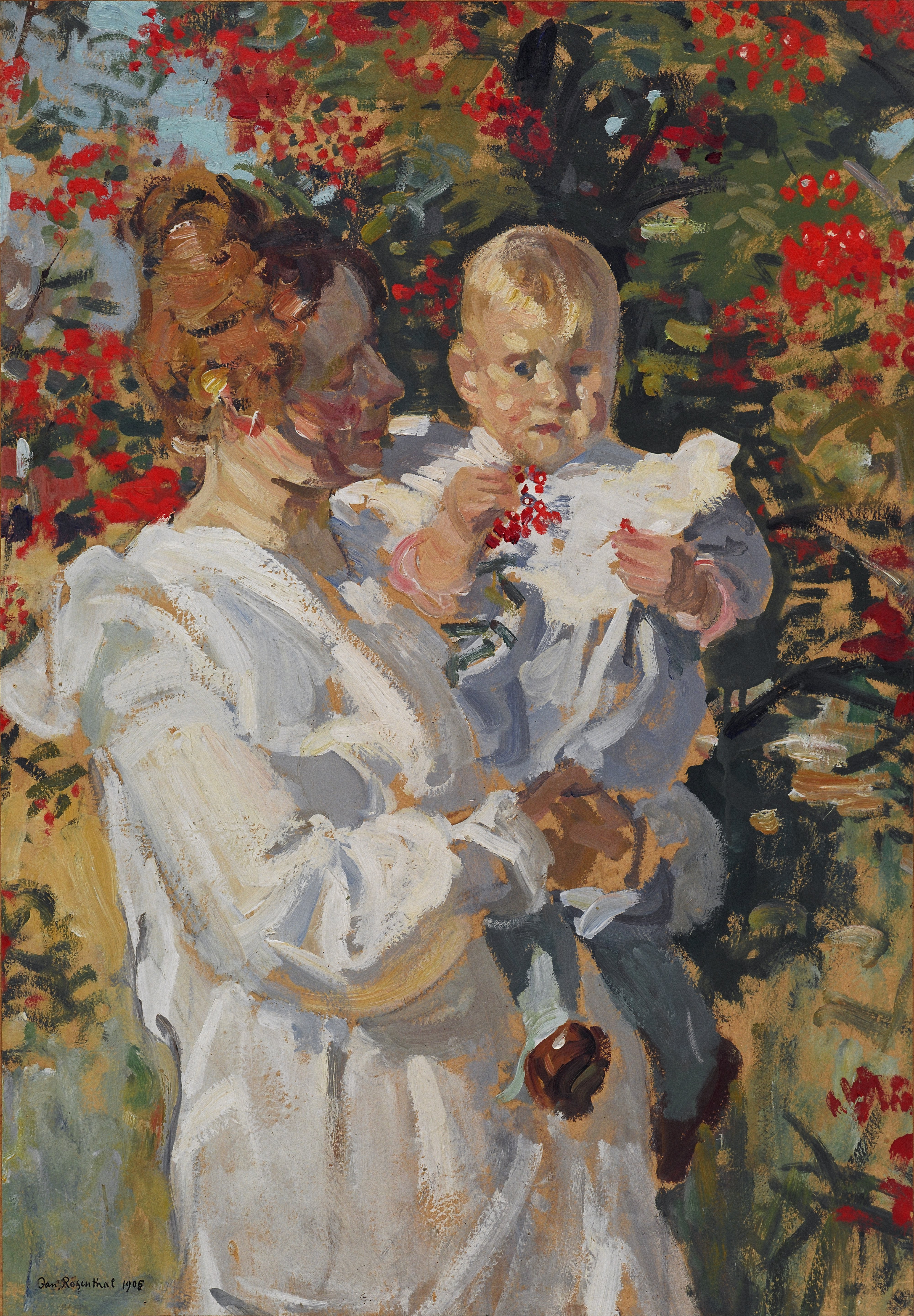
زیر درخت رووان ۱۹۰۵ م. موزه ملی هنر لتونی
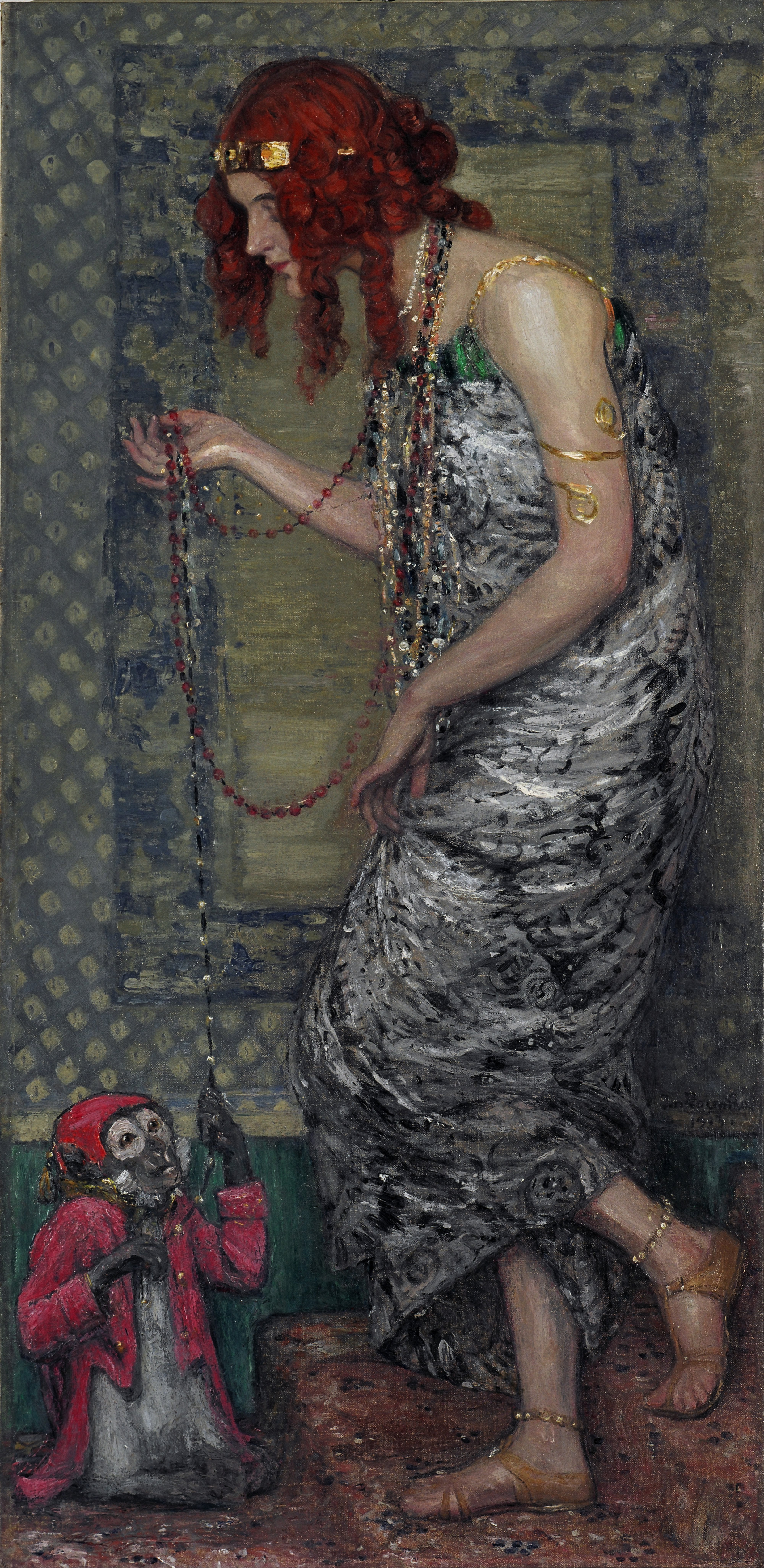
شاهزاده و میمون ۱۹۱۳ م. موزه ملی هنر لتونی
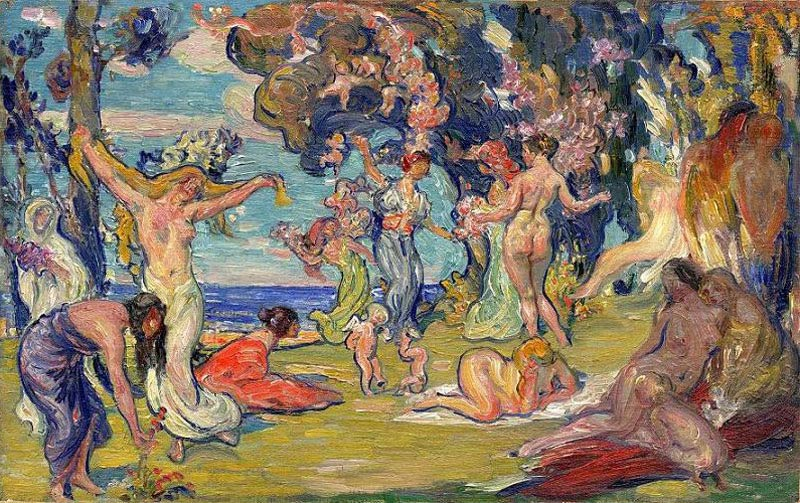
شادی زنانه
۱۹۱۶ م.
موزه ملی هنر لتونی